# 이연걸의 보디가드
《이연걸의 보디가드》(중국어: 中南海保镖/영어: The Bodyguard from Beijing)는 1994년에 개봉한 홍콩의 영화이다.

## 한국판 성우진(KBS) (1995년 12월 30일)
- 홍성헌 - 허정양(이연걸)
- 이현선 - 양청아(종려시)
- 노민 - 양 경관(정칙사)
- 이연승 - 양청아의 조카(주위염) / 가정부(방여)
- 이근욱 - 사령관(황금강) / 부검의(화우왕)
- 장승길 - 양청아의 변호사(위곽오)
- 김수중 - 회장(오위국)
- 박규웅 - 암살범(추조룡)
- 서광재 - 암살범의 동생(계선황)
- 한호웅 - 양 경관의 동료 형사(양영충)